# Sonja Tarokić
Sonja Tarokić (nascuda el 19 de març de 1983) és una directora de cinema i guionista de Croàcia.
Nascuda a Zagreb, Tarokić va obtenir un màster en direcció de cinema per l'Acadèmia d'Art Dramàtic (ADU) de la Universitat de Zagreb i un BA. en literatura comparada de la Facultat d'Humanitats i Ciències Socials (FFZG).
Després de fer diversos curtmetratges a principis de la dècada de 2010, el seu debut al llargmetratge el 2021, Zbornica, li va valer l'Arena d'Or al millor director al Festival de Cinema de Pula de 2022.